# Dorothee Bär
Dorothee Gisela Renate Maria Bär (19 de abril de 1978)  é uma política alemã da União Social-Cristã da Baviera (CSU) que é deputada no Bundestag alemão desde 2002. De 2014 a 2021, atuou em várias funções no governo da chanceler Angela Merkel.

## Infância e educação
Dorothee Bär cresceu em Ebelsbach, Haßberge, onde ainda vive. Ela terminou o ensino médio em Grayslake, Illinois, em 1996.
Apoiada por uma bolsa da Fundação Hanns Seidel, Bär estudou ciência política em várias universidades da Alemanha e recebeu seu diploma em 2005 da Universidade Livre de Berlim. Após sua formatura, ela trabalhou como jornalista para várias emissoras de rádio e jornais.

## Carreira política
Desde as eleições nacionais de 2002, Bär é deputada no Parlamento alemão representando o distrito eleitoral de Bad Kissingen (nº 248), que compreende três condados: Bad Kissingen, Rhön-Grabfeld e Haßberge. Entre 2005 e 2009, Bär foi membro da Comissão dos Assuntos Externos. Dentro de seu grupo parlamentar, ela atuou como vice-porta-voz de política externa entre 2008 e 2009, sucedendo Karl-Theodor zu Guttenberg.
Além disso, Bär integrou os grupos de relação com Coreia do Sul e Suíça.
Nas conversas de coalizão após as eleições federais de 2013, Bär liderou o grupo sobre política digital; sua co-presidente foi Brigitte Zypries do SPD. No terceiro governo da chanceler Angela Merkel, ela atuou como secretária, sob a liderança do ministro Alexander Dobrindt. Neste cargo, foi também Coordenadora do Governo para o Transporte e Logística de Cargas.
Nas negociações para formar um quarto gabinete sob Merkel após as eleições federais de 2017, Bär liderou novamente o grupo de trabalho sobre política digital, desta vez ao lado de Helge Braun e Lars Klingbeil. Após a formação do novo governo, ela foi nomeada para o cargo recém-criado de Ministra para a Digitalização. Juntamente com Frank Thelen, ela também co-presidiu o Conselho Alemão de Inovação na Chancelaria Federal.
Antes das eleições de 2021, o presidente da CDU, Armin Laschet, incluiu Bär em seu gabinete paralelo de oito membros para a campanha dos democratas-cristãos; ela foi a única política da CSU selecionada para esse papel.

Desde 2021, Bär atua como vice-presidente de seu grupo parlamentar, sob a liderança do presidente Ralph Brinkhaus. Nesse cargo, ela supervisiona as atividades legislativas do grupo sobre famílias e assuntos culturais.

## Posições políticas
Antes das eleições nacionais de 2021, Bär endossou Markus Söder como candidato dos democratas-cristãos para suceder a chanceler Angela Merkel.

## Vida pessoal

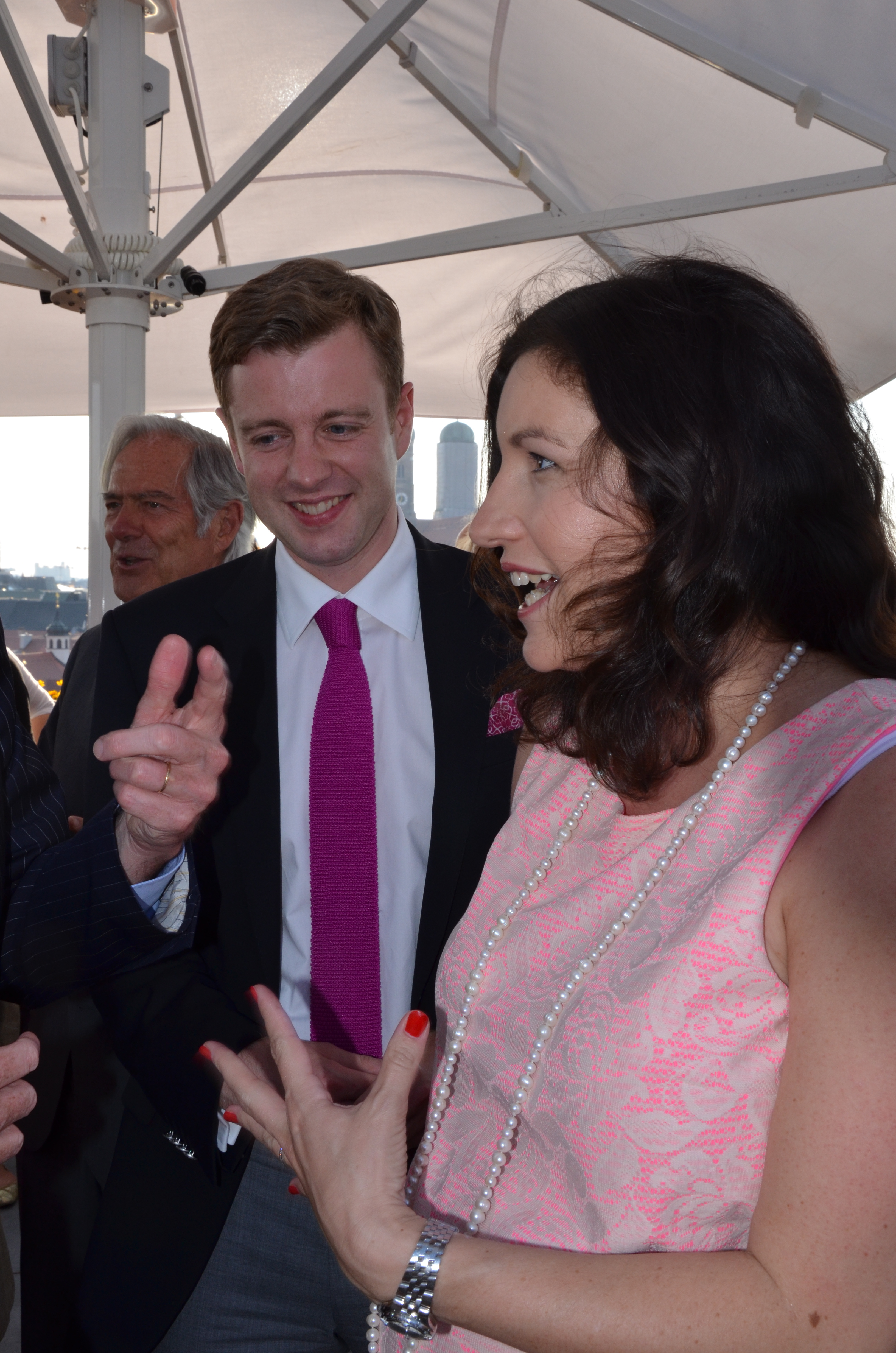
Bär com o marido em 2012

Bär é casada com o advogado e colega político do CSU, Oliver Bär. O casal tem duas filhas e um filho.